# Key West (Insel)
Key West (spanisch Cayo Hueso) ist eine Insel der Florida Keys im Golf von Mexiko. Sie bildet den Hauptteil der aus mehreren Inseln bestehenden gleichnamigen Stadt.

## Geschichte
Zu präkolumbischer Zeit war die Insel besiedelt, jedoch weiß man über deren Bewohner wenig. 
Im Jahr 1513 erkundete Juan Ponce de León für Spanien La Florida, das heutige Florida. Dabei entdeckte seine Mannschaft dieses von Mangroven bewachsene Eiland. Sie nannten es  Los Martires (die Märtyrer). Die Insel gehörte nun zum Spanischen Kolonialreich und wurde vom Generalkapitanat Havanna aus verwaltet. 1521, auf einer späteren Reise, wurde Ponce de Leon von einem vergifteten indianischen Pfeil getroffen und starb zusammen mit zahlreichen anderen Missionaren. Zunächst übernahmen daraufhin die Engländer die Insel, gaben sie jedoch zwanzig Jahre später wieder an die Spanier zurück. Wirkliche Kontrolle hatte während dieser Zeit jedoch keine der beiden Seiten. Auch während der englischen Besatzung wurde das Eiland von den spanischen Beamten „Nord-Havanna“ genannt und gab Fischerei-Lizenzen für dieses Gebiet aus.
1815 verkauften die Spanier Cayo Hueso an Juan Pablo Salas. Da dieser keine wirtschaftlichen Erfolge damit erzielen konnte, verkaufte er sie 1819 für 2000 Dollar weiter an den amerikanischen Geschäftsmann John Simonton. Dieser erkannte das Potential der Insel mit ihrem natürlichen Tiefwasserhafen. Er teilte das Eiland in vier Teile und verkaufte drei davon an verschiedene Geschäftsmänner weiter. Zu dieser Zeit bekam die Insel auch ihren heutigen Namen Key West. In der spanischsprachigen Welt wird sie bis heute weiterhin Cayo Hueso (deutsch etwa Knocheninsel) genannt.
Simonton nahm Kontakt zur US Navy auf und versuchte, ihnen das Gebiet schmackhaft zu machen. Die Navy biss an. 1822 erklärte Navy-Offizier Matthew C. Perry im Auftrag der US-Regierung die Insel zum Gebiet der Vereinigten Staaten von Amerika.

## Geografie
Die Insel ist etwa sechs Kilometer lang und drei Kilometer breit, die höchste Erhebung liegt sechs Meter über dem Meeresspiegel. Sie hat eine Fläche von 13,6 km².
Key West ist die westlichste Insel der Florida Keys, die man auf dem Landweg über den Overseas Highway erreicht. Auf ihr befindet sich auch der südlichste Punkt des Kernlandes der USA.
Den Südosten der Insel nimmt der Key West International Airport ein.